# Faro de Punta Delgada
Der Faro de Punta Delgada ist ein Leuchtturm auf der unbewohnten, zu Spanien gehörigen Kanarischen Insel Alegranza, nördlich vor Lanzarote.

## Geschichte und Technik
Der Leuchtturm steht auf einer schmalen Landzunge im äußersten Osten der Insel. Sein Licht übersteigt den Sektor von 135° bis 045°. Baubeginn war der 12. April 1861. Vier Jahre später, am 30. April 1865, wurde der Turm in Betrieb genommen. Das gesamte Bauwerk wurde mit quaderförmigen Natursteinen in Handarbeit errichtet und ist über einen Bootsanleger zugänglich. 
Die Anlage mit einem quadratischen Gebäudegrundriss beherbergte die Familien der beiden Leuchtturmwärter und verfügte über Räume zur Wartung der Leuchtfeueranlage. Der Wohnraum ist um einen zentralen Innenhof mit eigener Zisterne zur Trinkwasserversorgung angelegt. Aufgrund der geringen Niederschläge war das Wasser nicht ausreichend, um die beiden Familien zu versorgen, so dass eine weitere Zisterne 20 Meter vom Leuchtturm entfernt gebaut wurde, um Wasser von den Bergen zu sammeln. Im Jahre 1905 wurde das Leuchtfeuer elektrifiziert. Seit 1999 wird die Anlage mit Sonnenkollektoren betrieben, die über Batterien eine 150-Watt-Halogenlampe versorgen.
Die gesamte Anlage des Faro de Punta Delgada wurde am 20. Dezember 2002 von der Regierung der Kanarischen Inseln zum Bien de Interés Cultural (BIC) erklärt und unter Denkmalschutz gestellt.